# ياري كيتوما
ياري كيتوما (بالفنلندية: Jari Ketomaa) مواليد 18 أبريل 1979، هو سائق راليات فنلندي بدأ مسيرته في سنة 2000. كان أول رالي له هو رالي فنلندا 2000. تنافس في بطولة العالم للراليات.

## روابط خارجية
- ياري كيتوما على موقع Rallye-info.com (الإنجليزية)
- ياري كيتوما على موقع eWRC-results.com (الإنجليزية)